# Макушев, Андрей Евгеньевич
Андрей Евгеньевич Макушев — ректор Федерального государственного бюджетного образовательного учреждения высшего образования «Чувашский государственный аграрный университет».

## Биография
Родился 21 декабря 1983 года в Чебоксарах. Получил два высших образования в Чувашском государственном университете им. И. Н. Ульянова (специальности «Финансы и кредит», «Юриспруденция»).
Член Общественного совета при Главе Чувашской Республики по состоянию на 2021 год.